# باتريس إيفانز
باتريس إيفانز (بالإنجليزية: Patrice Evans)‏ هو صحفي أمريكي، ولد في 2 مارس 1976 في ذا برونكس في الولايات المتحدة.